# National Board of Review Awards 2017
89th NBR Awards

Melhor Filme: 
The Post - A Guerra Secreta
O 89º National Board of Review Awards, que homenageia os melhores filmes de 2017, foi anunciado em 28 de novembro de 2017.

## Top 10 de Melhores Filmes do Ano
- The Post - A Guerra Secreta
- Em Ritmo de Fuga
- Me Chame Pelo Seu Nome
- Artista do Desastre
- Pequena Grande Vida
- Dunkirk
- Projeto Flórida
- Corra!
- Lady Bird: A Hora de Voar
- Logan
- Trama Fantasma

## Melhores Filmes Estrangeiros do Ano
- Foxtrot
- Uma Mulher Fantástica
- Frantz
- Sem Amor
- The Square: A Arte da Discórdia
- Verão 1993

## Melhores Documentários do Ano
- Jane[2]
- Abacus: Pequeno o Bastante para Condenar
- Brimstone & Glory
- Eric Clapton: Life in 12 Bars
- Visages, villages
- Entre a Síria e o Estado Islâmico

## Top 10 de Melhores Filmes Independentes do Ano
- Beatriz at Dinner
- As Aventuras de Brigsby Bear
- Sombras da Vida
- Lady Macbeth
- Logan Lucky - Roubo em Família
- Com Amor, Van Gogh
- Menashe
- Norman: Confie em Mim
- Patti Cake$
- Terra Selvagem

## Vencedores
Melhor Filme:
- The Post - A Guerra Secreta

Melhor Diretor:
- Greta Gerwig, Lady Bird: A Hora de Voar

Melhor Ator:
- Tom Hanks, The Post - A Guerra Secreta

Melhor Atriz:
- Meryl Streep, The Post - A Guerra Secreta

Melhor Ator Coadjuvante:
- Willem Dafoe, Projeto Flórida

Melhor Atriz Codjuvante:
- Laurie Metcalf, Lady Bird: A Hora de Voar

Melhor Roteiro Original:
- Paul Thomas Anderson, Trama Fantasma

Melhor Roteiro Adaptado:
- Scott Neustadter e Michael H. Weber, Artista do Desastre

Melhor Filme de Animação:
- Viva – A Vida É uma Festa

Melhor Revelação:
- Timothée Chalamet, Me Chame Pelo Seu Nome

Melhor Diretor Estreante:
- Jordan Peele, Corra!

Melhor Filme Estrangeiro:
- Foxtrot

Melhor Documentário:
- Jane

Melhor Elenco:
- Corra!

Spotlight Award:
- Mulher-Maravilha, Patty Jenkins e Gal Gadot

NBR Liberdade de Expressão:
- Primeiro, Mataram o Meu Pai
- Let It Fall: Los Angeles 1982–1992